# Араша
Араша (порт. Araxá) — муниципалитет в Бразилии, входит в штат Минас-Жерайс. Составная часть мезорегиона Триангулу-Минейру-и-Алту-Паранаиба. Входит в экономико-статистический микрорегион Араша. Население составляет 87 772 человека на 2007 год. Занимает площадь 1165,169 км². Плотность населения — 73,6 чел./км².
Праздник города — 19 декабря.

## История
Город основан 19 декабря 1865 года.
В городе построен один из кампусов Федерального центра технического образования Минас-Жерайс — одного из ведущих бразильских учебных заведений в сфере технологий.
В городе действует компания CBMM, основанная в 1955 году. В Араше находится самое крупное месторождение, используемое компанией.

## Статистика
- Валовой внутренний продукт на 2003 год составляет 1 767 938 555,00 реалов (данные: Бразильский институт географии и статистики).
- Валовой внутренний продукт на душу населения на 2003 год составляет 18 713,71 реалов (данные: Бразильский институт географии и статистики).
- Индекс развития человеческого потенциала на 2000 год составляет 0,799 (данные: Программа развития ООН).

## География
Климат местности: горный тропический.

## Галерея

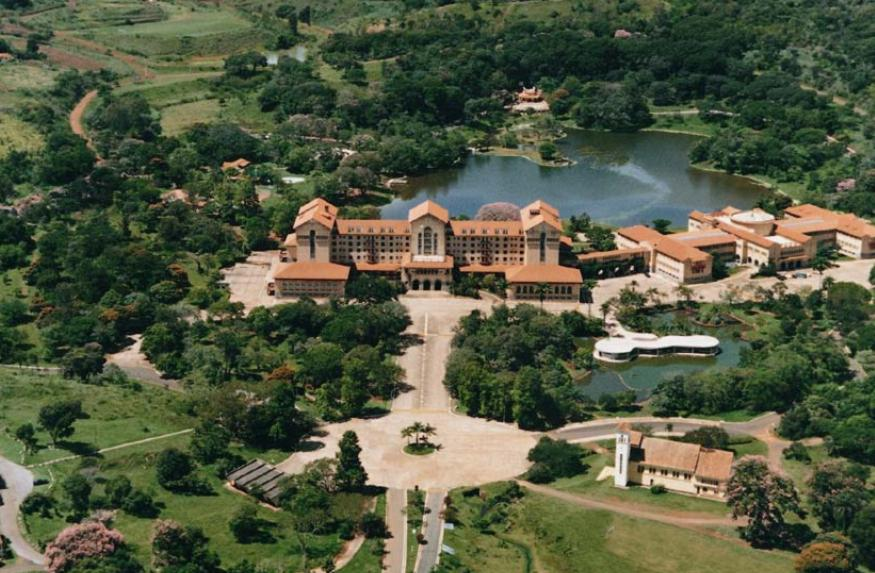
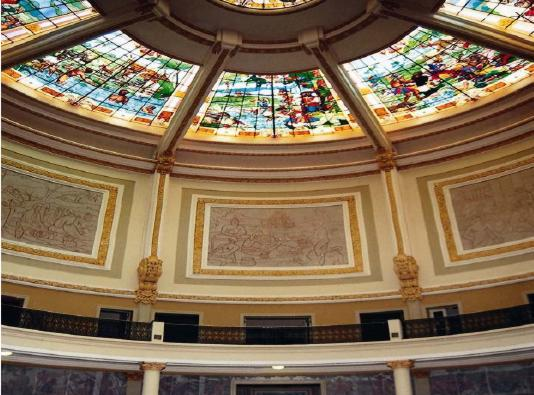
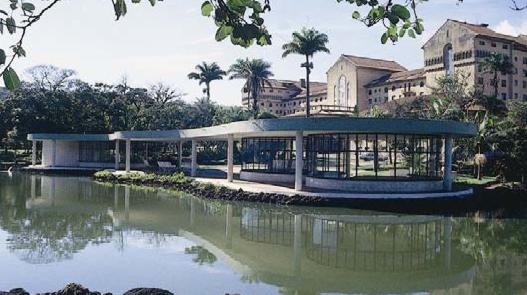